# Штро, Хельга
Хельга Штро (нем. Helga Stroh; род. 4 марта 1938, Франкфурт-на-Майне, Гессен-Нассау) — западногерманская фехтовальщица-рапиристка. Участница летних Олимпийских игр 1960 года, серебряный призёр чемпионата мира 1957 года.

## Биография
Хельга Штро родилась 4 марта 1938 года в немецком городе Франкфурт-на-Майне.
Выступала в соревнованиях по фехтованию за «Германию» из Франкфурта-на-Майне.
В 1957 году завоевала серебряную медаль чемпионата мира в Париже в командном турнире рапиристок, где в финале сборная ФРГ проиграла Италии.
В 1960 году вошла в состав Объединённой германской команды на летних Олимпийских играх в Риме. В командном турнире рапиристок ОГК, за которую также выступали Хайди Шмид, Хельми Хёле, Гунди Тойеркауф и Роми Вайс, в группе 1/8 финала победила Нидерланды — 9:3 и Австрию — 10:6, в четвертьфинале выиграла у Румынии — 9:4, в полуфинале проиграла СССР — 3:9, в матче за 3-4-е места уступила Италии — 2:9.